# Monti della Meta
Monti della Meta er et bjergmassiv i det centrale Italien. Det ligger omtrent hvor grænserne mellem de tre regioner Lazio, Abruzzo og Molise mødes. Hovedparten af Nationalpark Abruzzo, Lazio og Molise, ligger i området der har navn efter en af toppene, Monte Meta.

## Geografi
Massivet omfatter et område på omkring 93 km², med med laveste punkt på 450 moh. og højeste top på 2.249 moh. og engennemsnitlig højde på 1.000 moh.
De højeste toppe, Monte Petroso, 2.247 m, Monte Cavallo, 2.039 m og Monte Mare, 2.020 m viser spor fra istider i Kænozoikum. Floderne Melfa og Mollarino danner dale i Provinsen Frosinone, og Rio Torto i Provinsen 'Aquila.
Den sydlige del af massivet, på grænsen mellem Molise og Lazio, ligger i 2.039 meters højde, Monti delle Mainarde.